# ژودزینا
ژودزینا، (به‌طور رسمی به عنوان Žodzina ترجمه شده‌است، نیز تلفظ Zhodino، (به بلاروسی: Жо́дзіна)، pronounced&nbsp;[ˈʐodzʲina] , روسی: Жо́дино، تلفظ [ˈʐodʲɪnə]، (به لهستانی: Żodzino)، لیتوانیایی: Żodina) یک شهر در بلاروس، واقع در منطقه مینسک و ۵۰ کیلومتری شمال شرق از مینسک است. این شهر منطقه‌ای به وسعت ۱۹ کیلومتر مربع را را پوشش می‌دهد و ۶۱٬۸۰۰ (۲۰۱۰) جمعیت دارد.